# Санта-Марія-дель-Парамо
Санта-Марія-дель-Парамо (ісп. Santa María del Páramo) — муніципалітет в Іспанії, у складі автономної спільноти Кастилія-і-Леон, у провінції Леон. Населення — 3179 осіб (2010).
Муніципалітет розташований на відстані близько 270 км на північний захід від Мадрида, 31 км на південний захід від Леона.

## Демографія
Динаміка населення (INE ):